# アテネ国際空港

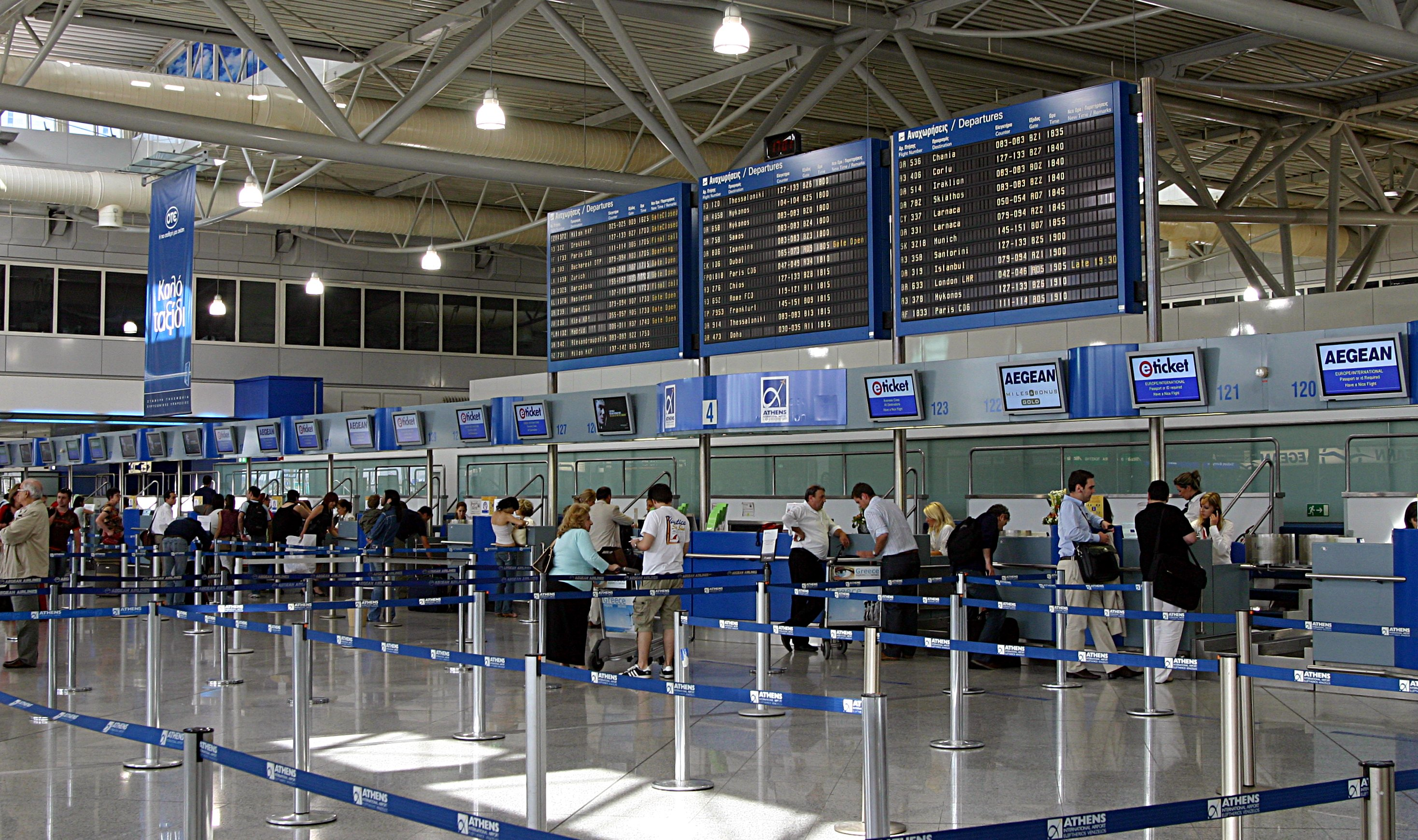
ターミナルビル内のチェックインカウンター

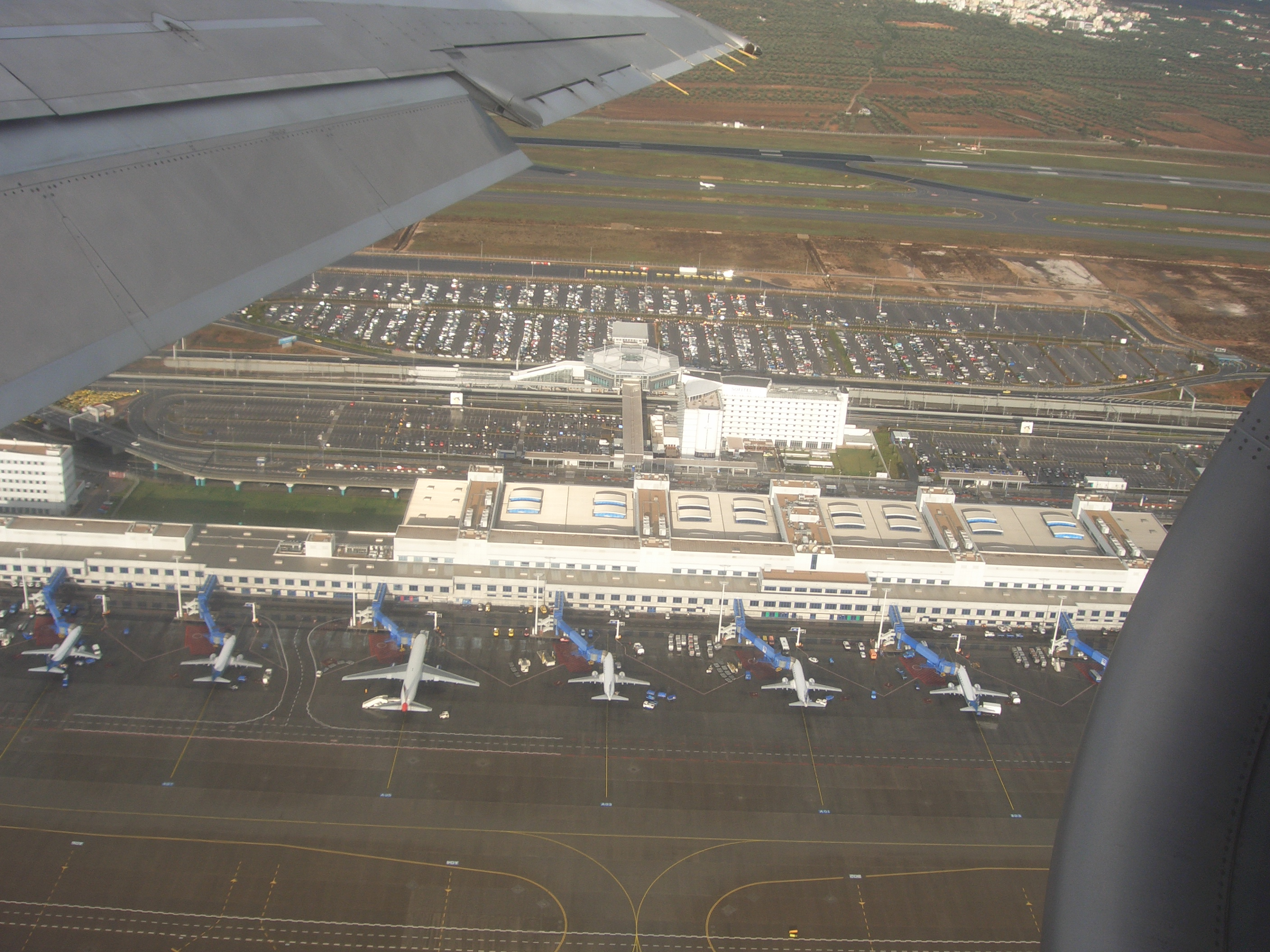
離陸機の中から撮影したターミナルビル

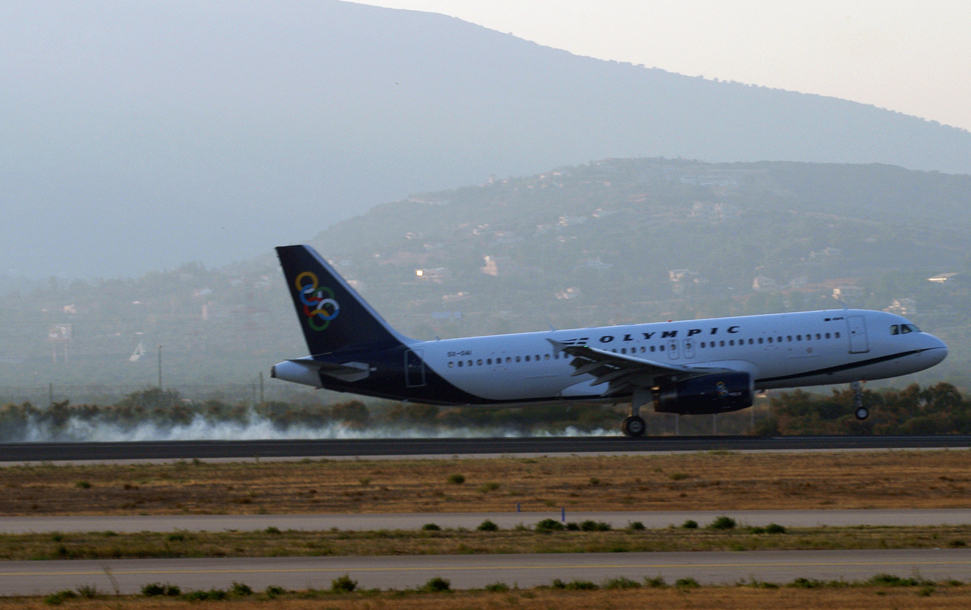
着陸するオリンピック航空のエアバスA320

アテネ国際空港（アテネこくさいくうこう、ギリシア語: Διεθνής Αερολιμένας Αθηνών / Diethnís Aeroliménas Athinón）は、ギリシャの首都アテネの郊外にある国際空港。エレフテリオス・ヴェニゼロス国際空港（Διεθνής Αερολιμένας Ελευθέριος Βενιζέλος / Diethnís Aeroliménas Elevthérios Venizélos）とも呼ばれる。

## 概要
アテネから東へ約20kmの距離にある、東アッティカ県のスパタ (Spata) に所在する空港である。
航空会社が支払う空港使用料が世界で3番目に高い空港である。
エレフテリオス・ヴェニゼロスは、20世紀前半の首相の名前である。空港の正式名称は、地名と人名を併記した Διεθνής Αερολιμένας Αθηνών «Ελευθέριος Βενιζέλος» である。

## 歴史
2004年のアテネオリンピック開催に向けて建設されたもので、2001年3月に供用が開始された。
もともと海岸沿いにあった旧アテネ国際空港 en:Ellinikon International Airport（ICAO:LGAT）は廃止された。なお、旧アテネ国際空港の一部は、アテネオリンピックの会場となった。

## 拠点・焦点都市としている航空会社
ギリシャのフラッグキャリアであるオリンピック航空およびエーゲ航空の本拠地である。

## 就航路線
欧州各国はもとより世界各国への便がある。また、エーゲ海の島々を結ぶ交通の要所でもある。
| 航空会社                               | 就航地 |
| -------------------------------------- | --- |
| エーゲ航空                             | 【ギリシャ国内】：イラクリオン、ハニア、サントリーニ島、ミコノス島、テッサロニキ、ロドス島、アレクサンドルーポリ、ミティリーニ、コルフ島、コス島、ケファロニア島、サモス島、リムノス島 【国際線】：ベルリン、フランクフルト、ハンブルク、デュッセルドルフ、ミュンヘン、シュトゥットガルト、ロンドン/LHR、エディンバラ、マンチェスター、ダブリン、セビリア、イビサ島、マドリード、バルセロナ、ローマ/FCO、ミラノ/MXP、ナポリ、オルビア、ボローニャ、ヴェネツィア、パレルモ、パリ/CDG、リヨン、ニース、ブリュッセル、アムステルダム、ポルト、リスボン、ヴィリニュス、エレバン、ブカレスト、ソフィア、ワルシャワ、トビリシ、ラルナカ、イスタンブール、イズミル、マルタ、ザグレブ、ドゥブロヴニク、スプリト、ウィーン、プラハ、チューリッヒ、ジュネーヴ、コペンハーゲン、オスロ、ストックホルム、カイロ、リヤド、ドバイ、テルアビブ |
| オリンピック航空                       | 【ギリシャ国内】：ミコノス島、パロス島、コス島、ナクソス島、キオス島、ミロス島、スキロス島、スキアトス島、イカリア島、カヴァラ、シティア、レロス島、カラマタ、リムノス島、サモス島、カルパトス島、イオアニナ、ミティリーニ、アレクサンドルーポリ、ザキントス、ケファロニア島、サントリーニ島、ヘラクリオン、イカリア島 【国際線】：ポドゴリツァ |
| スカイ・エクスプレス                   | 【国内線】:テッサロニキ、アレクサンドルーポリ、アスティパレア島、ハニア、キオス島、コルフ島、カリムノス島、カルパトス島、カストリア、ケファロニア島、キティラ島、コス島、コザニ、レムノス島、ミロス島、ミコノス島、ミティリーニ、ナクソス島、パロス島、ロドス島、サモス島、サントリーニ島、スキアトス島、シロス島、ザキントス 【国際線】:アムステルダム、ベルリン(2025年10月16日より運航開始予定)、デュッセルドルフ、フランクフルト、ハンブルク(2025年10月24日より運航開始予定)、ミュンヘン、ブリュッセル、イスタンブール、ラルナカ、リスボン(2025年10月24日より運航開始予定)、ロンドン/LGW、リヨン(2025年12月15日より運航開始予定)、マドリード(2025年10月24日より運航開始予定)、ローマ、ミラノ/MXP、パリ/CDG、プラハ、ソフィア、トビリシ、ティラナ、ウィーン、ワルシャワ、エレバン、テルアビブ(2025年12月2日より運航開始予定)  |
| ITAエアウェイズ                        | ローマ |
| エールフランス                         | パリ/CDG |
| エア・セルビア                         | ベオグラード |
| オーストリア航空                       | ウィーン |
| ウィズエアー                           | テルアビブ、ティラナ、ラルナカ、ブカレスト、クタイシ、ロンドン/LTN、ロンドン/LGW |
| キプロス航空                           | ラルナカ |
| フィンエアー                           | ヘルシンキ |
| ルフトハンザドイツ航空                 | フランクフルト、ミュンヘン |
| イベリア航空                           | マドリード |
| KLMオランダ航空                        | アムステルダム |
| ブリティッシュ・エアウェイズ           | ロンドン/LHR |
| イージージェット                       | ミラノ、ロンドン/LTN、ロンドン/LGW、ボルドー、ジュネーヴ、ナポリ、ブリストル、マンチェスター、パルマ・デ・マヨルカ、エディンバラ、ニース、リヨン、マラガ、パリ/ORY |
| LOTポーランド航空                      | ワルシャワ |
| スイス インターナショナル エアラインズ | チューリッヒ、ジュネーヴ |
| タロム航空                             | ブカレスト |
| ターキッシュ エアラインズ              | イスタンブール |
| スカイアップ航空                       | キシナウ |
| デルタ航空                             | ボストン、ニューヨーク/JFK、アトランタ |
| アメリカン航空                         | シカゴ/オヘア、ニューヨーク/JFK、フィラデルフィア、ダラス(2026年5月21日より運航開始予定) |
| ユナイテッド航空                       | ワシントン/IAD、シカゴ、ニューヨーク/EWR(いずれも季節運航) |
| エジプト航空                           | カイロ |
| ロイヤル・ヨルダン航空                 | アンマン |
| サウジアラビア航空                     | リヤド |
| エティハド航空                         | アブダビ |
| エミレーツ航空                         | ニューヨーク/EWR、ドバイ |
| エル・アル航空                         | テルアビブ |
| ミドル・イースト航空                   | ベイルート |
| フライアルビール                       | アルビール(2025年9月2日より運航再開予定) |
| 中国国際航空                           | 北京/首都 |
| 四川航空                               | イスタンブール、成都/天府 |
| 吉祥航空                               | 上海/浦東 |
| シンガポール航空                       | シンガポール |
| スクート                               | シンガポール |

## 空港へのアクセス
アテネ国際空港はアテネ市街地から20km離れており、鉄道やバスでアクセス可能。

### 鉄道
- ギリシャ国鉄 プロアスティアコス（近郊鉄道）のアテネ国際空港＝キアト線の駅が空港内にあり、1日6本の列車がアハルネス・ケントロ駅、コリントス駅経由キアト駅まで運行されている。アハルネス・ケントロ駅でアテネ駅＝テッサロニキ幹線の長距離列車に乗り継ぎ可能[2]。所要時間はアハルネス・ケントロ駅まで約28分、コリントスまで約1時間21分、終点キアトまで約1時間34分である。
- アテネ地下鉄 3号線が空港内に乗り入れており、1時間に2本の列車が運行されている。市街地中心部のシンタグマ駅までの所要時間は約38分である。

### バス
- 市バスの急行系統が複数路線乗り入れており、主な路線ではX93系統がリオシオン＝バスターミナル経由キフィソウ通りバスターミナル行きで1時間に2〜3本の運行[3]、X95系統がシンタグマ広場行きで1時間に4〜5本の運行[4]、X96系統がピレウス行きで1時間に2〜3本の運行[5]となっている。バス停は到着ロビーの前である。
- 港街のラフィナ（Ραφήνα）行きとラブリオ行きのKTEL長距離バスが1時間に1本ずつ運行されている[6]。その他の都市への長距離バスは、一旦市バスでリオシオン＝バスターミナルかキフィソウ通りバスターミナルへ行ってそこから乗車する。長距離バスとエキシビジョンセンター行きのバス停は、ターミナルビルとソフィテルホテルの間の道路のバス停である。